# Słowacy w Polsce
Słowacy – mniejszość narodowa, występująca w największych skupiskach na terenach Orawy i Spiszu.

## Liczebność
Według narodowego spisu powszechnego 2011 narodowość słowacką zadeklarowało 3240 osób, z czego 1889 jako jedyną.
Podczas narodowego spisu powszechnego ludności w 2002 r., jako Słowacy zadeklarowało się 1710 obywateli Polski w tym: w województwie małopolskim – 1572, województwie śląskim – 40 oraz województwie mazowieckim – 20. Udział mniejszości słowackiej w ogóle mieszkańców gminy jest największy w gminach: Nowy Targ (3,26%), Bukowina Tatrzańska (2,85%), Łapsze Niżne (2,66%), Jabłonka (1,26%) oraz Lipnica Wielka (0,53%).
W 11 placówkach oświatowych języka słowackiego, jako ojczystego, uczy się 331 uczniów.
Słowacy są w większości wiernymi Kościoła rzymskokatolickiego.

## Kultura
Główną organizacją zrzeszającą mniejszość słowacką jest Towarzystwo Słowaków w Polsce. Wydawany jest również miesięcznik „Život”.

### Imprezy kulturalne
- Dzień Kultury Słowackiej w Jabłonce Orawskiej
- Przegląd Krajańskich Orkiestr Dętych
- Przegląd Zespołów Folklorystycznych w Krempachach
- konkurs recytatorski Dzień poezji i prozy słowackiej